# Oswalt Kolle: Deine Frau, das unbekannte Wesen
Oswalt Kolle: Deine Frau, das unbekannte Wesen ist ein deutscher Aufklärungsfilm von Alexis Neve aus dem Jahr 1969. Er basiert auf dem gleichnamigen Buch von Oswalt Kolle aus dem Jahr 1967.

## Handlung
Zwei siebzehnjährige Mädchen unterhalten sich über ihre Körper und beginnen dann, sich ihre Geschichten zu erzählen. Diese werden als Rückblenden ins Bild gesetzt. Als sie sich nach Jahren in einem Café wieder begegnen, tauschen sie wieder ihre Erfahrungen aus. Zwischendurch erscheint Oswalt Kolle persönlich, um dann weiter aus dem Off zu kommentieren. Nun werden die Probleme von zwei Ehepaaren dargestellt, wobei eine schwangere Frau sich um die Treue ihres Mannes sorgt.

## Produktionsnotizen
Der Arbeitsausschuss der FSK war im Januar 1969 der Meinung, dass der Film „in der Optik offener als die ersten beiden Kolle-Filme“ sei, was Kürzungen nötig mache. Nach 16 Schnitten wurde der Film schließlich freigegeben. Die Uraufführung erfolgte am 30. Januar 1969 im Münchener Kino City. Eine spätere Videofassung wurde auf 83 Minuten gekürzt, 1992 wurde für das Fernsehen eine 56-minütige Neubearbeitung angefertigt.

## Auszeichnungen
- Goldene Leinwand

## Kritiken
Während Kolle außerhalb der Filme immer wieder beteuerte, er wolle sein Publikum „nicht sexuell aufreizen“, sah die Kritik das auch in diesem Falle anders:
Ein Kommentar in der Süddeutschen Zeitung vom 5. Februar 1969 kritisierte, „daß die Bilder des Films, die selbst mit Aufklärung nichts zu tun haben, den Text so total zudecken, daß die Informationswerte auf ein Minimum sinken.“ Schlimmer als dieses Missverhältnis aber sei, „daß Kolles Aufklärung nur funktioniert, wenn sie unter totalem Ausschluß der Welt stattfindet.“ Seine Paare blieben „eingesperrt in ein fernes ungreifbares, trotzdem kleinbürgerliches Universum.“
Ein Kritiker der Baseler National-Zeitung schrieb in einem Kommentar vom 30. August 1969, Kolles Aufklärung sei „nur ein Deckmäntelchen“: „Ein fröhlicher Sünder ist mir allzumal lieber als ein lahmer, schulmeisternder Tugendbold.“
Das Lexikon des Internationalen Films urteilte: „Zwielichtiger Aufklärungsfilm mit teilweise pornografischem Charakter.“